# Сонце (фільм)
«Сонце» (кит. трад. 陽光普照, спр. 阳光普照, піньїнь: Yáng guāng pǔ zhào) — тайванська драма режисера та співсценариста Чжуна Менхуна. Світова прем'єра стрічки відбулася 6 вересня 2019 року на 44-му Міжнародному кінофестивалі у Торонто. Фільм став лауреатом премії «Золотий кінь» у 6 категоріях, серед яких — Найкращий фільм року.

## У ролях
- У Цзяньхе — Ахе (Чень Цзянхе)
- Чень Ївень — Авень, батько
- Саманта Ко — Цінь, матір
- У Дайлін — Сяоюй (Ван Мінью), дівчина Ахе
- Сюй Ґуанхань (Ґреґ Сюй) — Ахао (Чень Цзянхао)
- Лю Куаньтін — Кайто
- Їнь Сінь — тітка Сяоюй
- Вень Чженьлін — Ґо Сяочжень

## Критика
Рейтинг фільму на сайті Rotten Tomatoes складає 86%. Пітер Дебрюж, кінокритик «Variety», написав позитивну рецензію на фільм: «Ця незабутня сімейна драма обіцяє як спустошити, так і піднести духом аудиторію фактично будь-якої країни, де шедевр мандаринською має шанс на реліз». Дебора Янг із «The Hollywood Reporter» відмітила, що «це змістовна драма, довга, але збалансована, повна подій, але водночас інтимна. Освітлена тонко втіленими ролями та персонажами, за яких переймаєшся, вона ставить себе десь між люблячими, та зіпсованими родинами Едварда Яна й Кена Лоуча».

## Нагороди
| Рік  | Премія              | Категорія                       | Номінант               | Результат | Пр.   |
| ---- | ------------------- | ------------------------------- | ---------------------- | --------- | ----- |
| 2019 | «Золотий кінь»      | Найкращий фільм                 | «Сонце»                | Перемога  | [ 4 ] |
| 2019 | «Золотий кінь»      | Найкращий режисер               | Чжун Менхун            | Перемога  | [ 4 ] |
| 2019 | «Золотий кінь»      | Найкращий актор                 | У Цзяньхе              | Номінація | [ 5 ] |
| 2019 | «Золотий кінь»      | Найкращий актор                 | Чень Ївень             | Перемога  | [ 4 ] |
| 2019 | «Золотий кінь»      | Найкраща акторка                | Саманта Ко             | Номінація | [ 5 ] |
| 2019 | «Золотий кінь»      | Найкращий актор другого плану   | Лю Куаньтін            | Перемога  | [ 4 ] |
| 2019 | «Золотий кінь»      | Найкраща акторка другого плану  | Вень Чженьлін          | Номінація | [ 5 ] |
| 2019 | «Золотий кінь»      | Найкращий оригінальний сценарій | Чжун Менхун, Чан Яошен | Номінація | [ 5 ] |
| 2019 | «Золотий кінь»      | Найкращий оператор              | Наґао Накашіма         | Номінація | [ 5 ] |
| 2019 | «Золотий кінь»      | Найкраща пісня до фільму        | «Distant Journey»      | Номінація | [ 5 ] |
| 2019 | «Золотий кінь»      | Найкращий монтаж                | Лай Сюсюн              | Перемога  | [ 4 ] |
| 2019 | «Золотий кінь»      | Вибір глядачів                  | «Сонце»                | Перемога  | [ 4 ] |
| 2020 | Азійська кінопремія | Найкраща акторка другого плану  | Саманта Ко             | Перемога  | [ 6 ] |